# Aphis hyperici
Aphis hyperici är en insektsart som beskrevs av Monell 1879. Aphis hyperici ingår i släktet Aphis och familjen långrörsbladlöss. Inga underarter finns listade i Catalogue of Life.